# Бифокальная линза

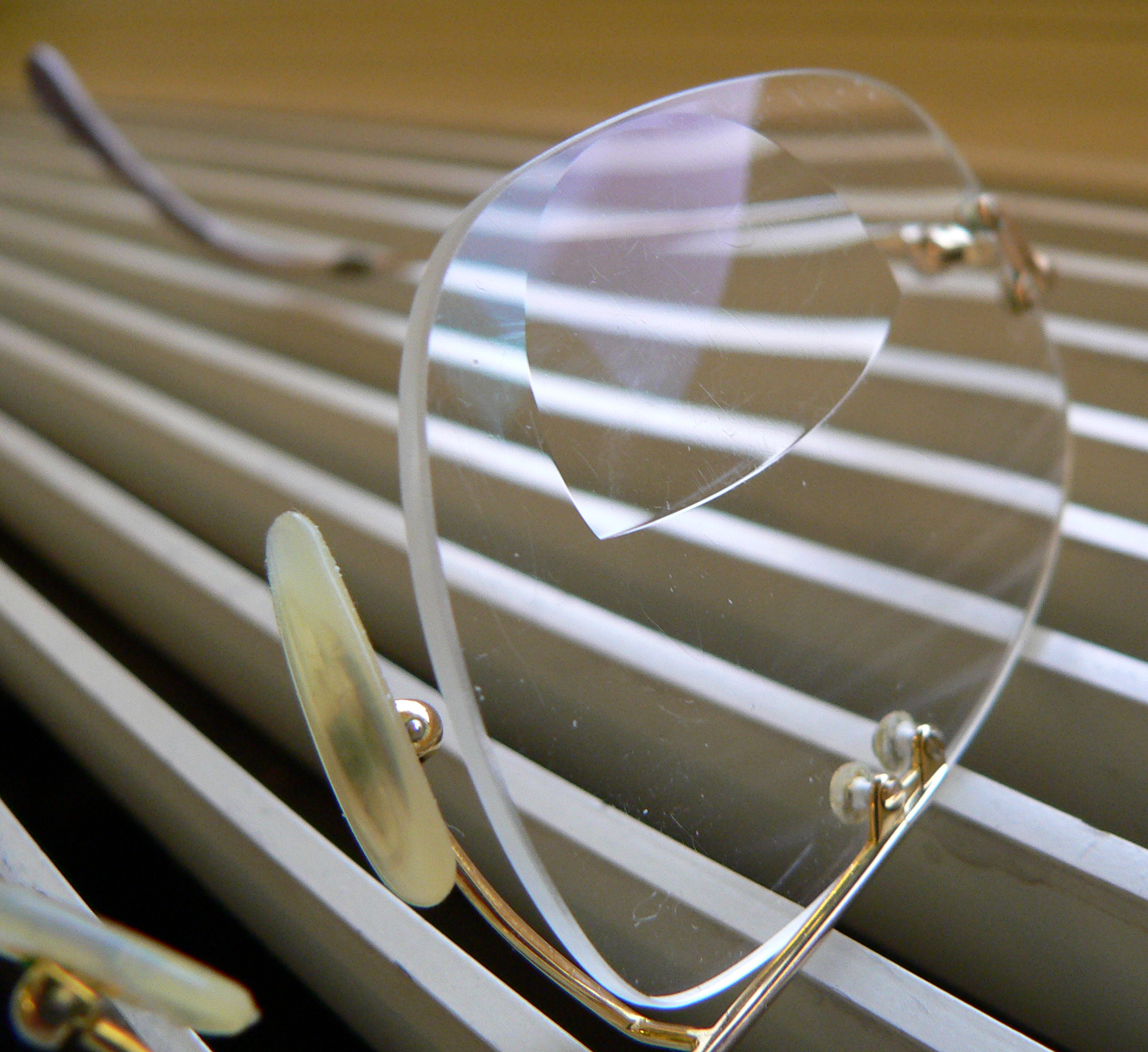

Бифока́льная линза — этот тип линз предназначен для людей, которым необходима коррекция зрения для различных расстояний. Линзы удобны тем, что заменяют две пары очков, то есть позволяют видеть вдаль, а также читать и работать с близко расположенными предметами.
Эта линза имеет две оптические зоны: большая и комфортная зона для дали и сегмент для чтения.
Сегмент для близких расстояний сделан так, чтобы при чтении зрачок приходился чётко на оптический центр этого сегмента.
Между двумя зонами линзы переход резкий, с четкими границами.
Эти линзы считаются морально устаревшими, на данный момент гораздо комфортнее использовать мультифокальные линзы, которые не имеют недостатков би- и трифокальных линз.

## Бифокальные очки
Бифокальные очки применяются для коррекции пресбиопии, для фокусировки зрения как на малое, так и на большое расстояние. Имеют две зоны разной рефракции — для большого расстояния (верхняя) и для малого (нижняя), между которыми существует линия раздела, вследствие чего рефракция от большого до малого расстояния изменяется скачком.
Верхняя часть бифокальных очков служит для рассмотрения удаленных предметов, а нижняя — для чтения, что позволяет использовать одни очки вместо двух.

## История возникновения

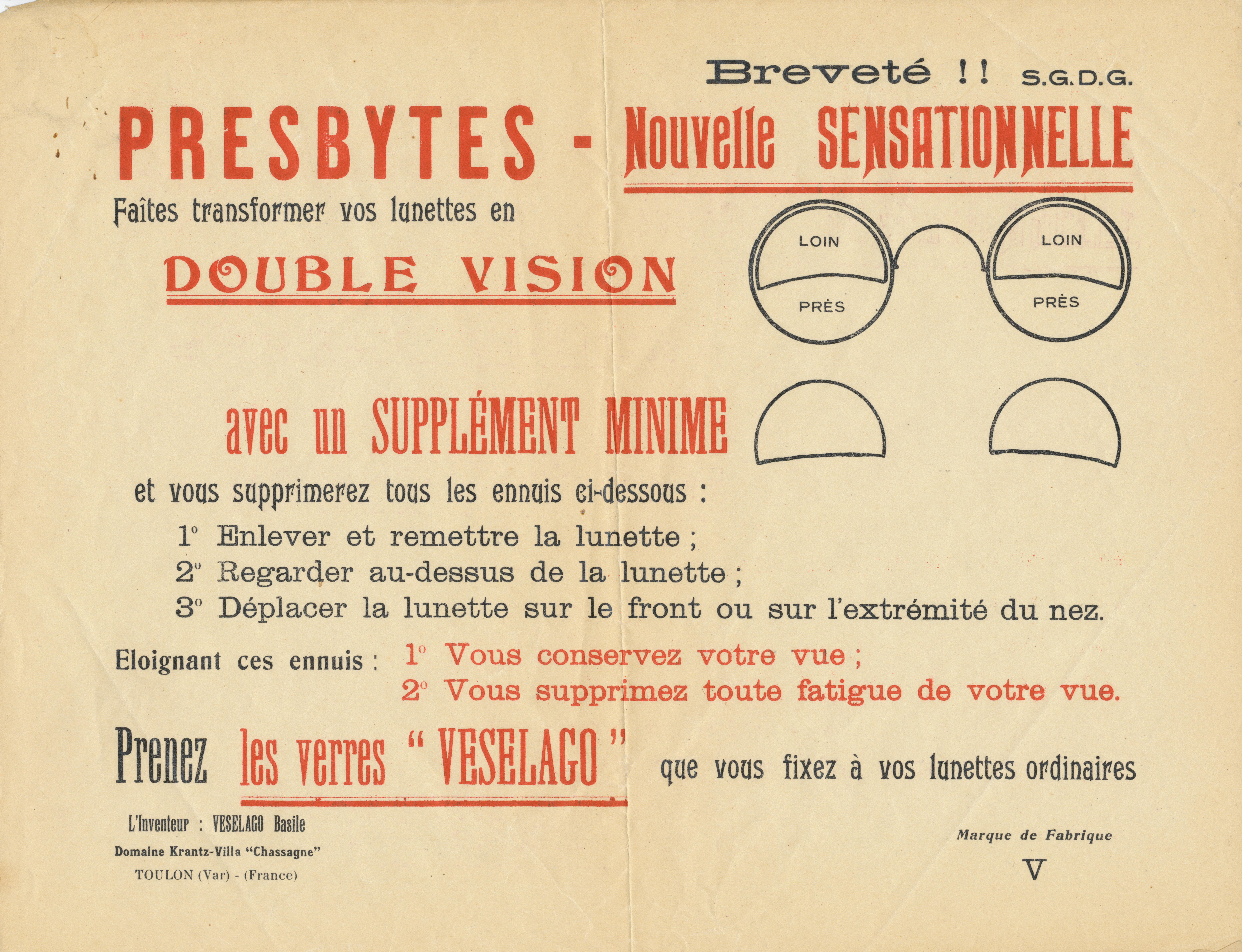
Бифокальные очки доктора Василия Веселаго из Тулона (Франция)

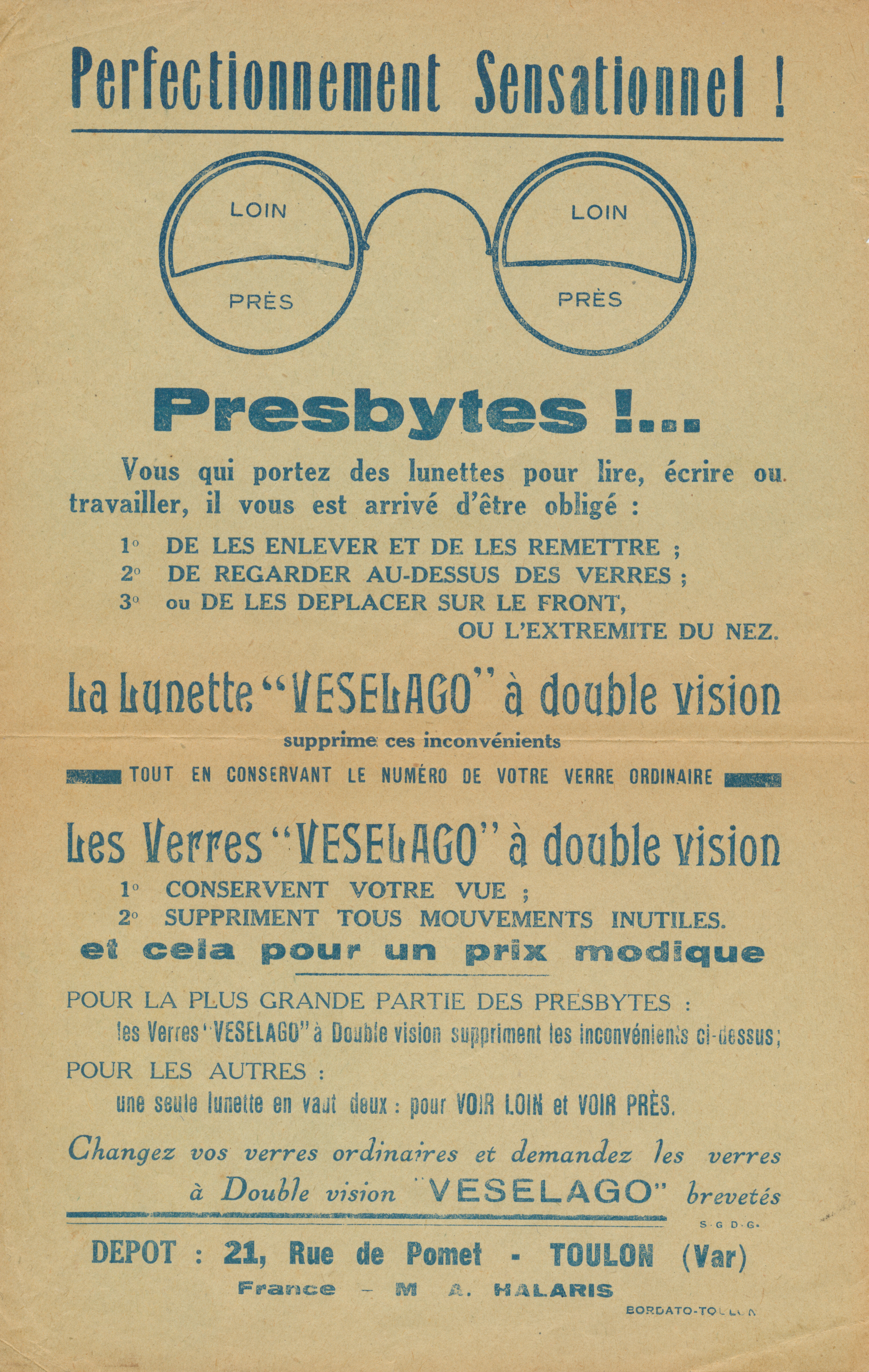
Бифокальные очки доктора Василия Веселаго. Рекламный листок

Первое упоминание бифокальных линз приписывается Бенджамину Франклину и относится к 1784 году, когда он сообщил своему другу в письме, что придумал очки, в которых можно хорошо видеть объекты как вблизи, так и удаленные на расстояние.
Бенджамин Франклин взял две пары очков, одни для дальнозоркости, а другие — для близорукости, и разрезал линзы этих очков пополам, затем вставил их в оправу: сверху половинки линз для близорукости, а снизу для дальнозоркости, так появились первые бифокальные очки.
На данный момент технологии позволяют сделать линзы для бифокальных очков из одного куска стекла, обеспечив различные свойства верхней и нижней частей.
Существуют также мультифокальные линзы, которые имеют несколько оптических зон. В таких линзах человек может четко видеть предметы на разном расстоянии. Ввиду отсутствия резких переходов между оптическими зонами, получаемое изображение будет максимально приближено к зрению здорового человека

## Эффект бифокальных очков в природе
До появления бифокальной оптики одна маленькая пресноводная рыбка (Anableps) уже использовала подобные бифокальные однолинзовые очки. Она встречается в водах южной Мексики и северной части Южной Америки. Эта рыбка длиной до 30 сантиметров чем-то напоминает пескаря. Создаётся впечатление, что Anableps имеет четыре глаза (одна пара смотрит вниз, другая — вверх), отчего и зовут их четырёхглазыми, но это лишь обман зрения. На самом деле у них два больших круглых глаза, причем, каждый разделён по горизонтали полоской кожи. Эти рыбки плавают у поверхности, и поэтому верхние половины их глаз действуют подобно перископам, следя за небом, а нижние половины остаются под водой, наблюдая за тем, что происходит там. Такие глаза необходимы Anableps, чтобы во время поиска пищи в воде она могла наблюдать за поверхностью: не приближаются ли голодные водоплавающие птицы сверху.
Чтобы видеть под водой, рыбе требуются линзы гораздо толще, чем надводные. Именно в этом и заключается суть так называемых «бифокальных очков»: каждый глаз рыбы снабжён цельной овальной линзой, которая внизу толще, чем вверху. Поэтому под водой четырёхглазка видит через утолщенную часть линзы, а за небом она наблюдает сквозь более тонкую верхнюю половину.